# 순환선

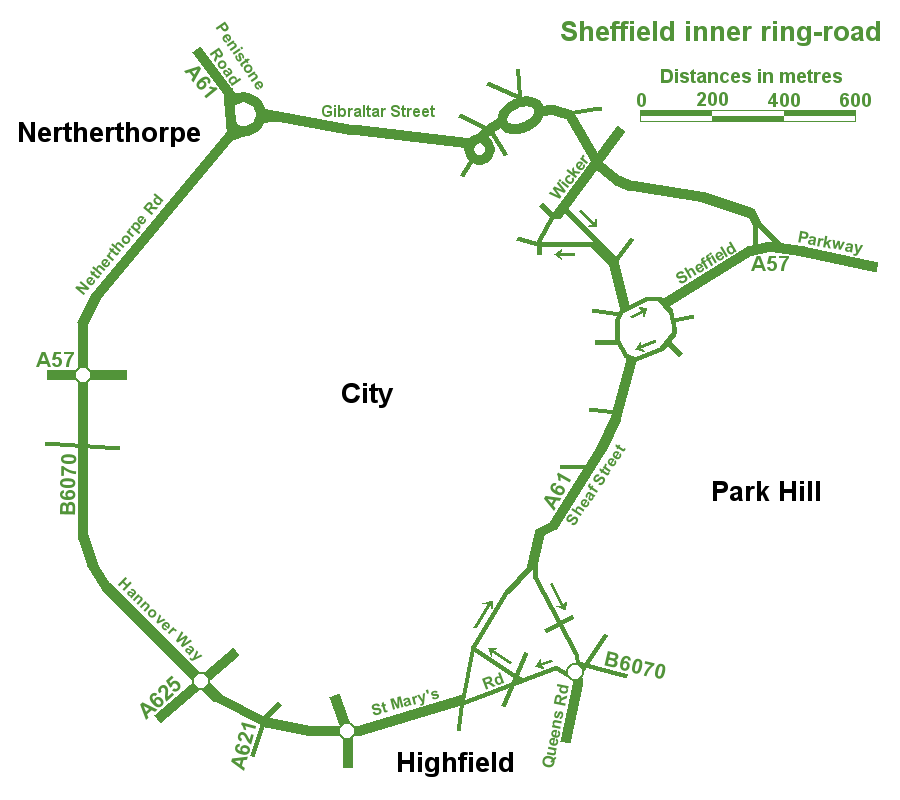

순환선(循環線, 영어: Ring road, 스페인어: Anillo Periférico) 또는 환상선(環狀線), 순환도로(循環道路), 순환로(循環路)는 도시의 도심을 비롯한 일부 구역이나 전체를 둘러싸는 형태로 건설된 교통망이다. 단일 노선으로 건설될 수도 있고 여러 노선이 연결되어 순환선 기능을 할 수도 있다. 순환선 건설을 통해서 도심지를 단지 경유만 하는 교통량을 도심지 바깥으로 우회시킬 수 있다. 또한 여러 교외 지역이나 위성도시 간을 효율적으로 이동할 수 있다.

## 순환선의 기능
하나의 부도심에서 또 다른 부도심으로, 하나의 위성도시에서 또 다른 위성도시로 쉽고 편하게 이동할 수 있다.

## 도로

### 대한민국
- 수도권제1순환고속도로: 북부 구간과 남부 구간으로 나뉘며 이 중 북부 구간은 서울고속도로 민자 구간으로 남부 구간에 비해 교통 정체가 덜하다.
- 수도권제2순환고속도로
- 내부순환도시고속도로: 서울 도심을 순환한다.
- 내부순환로
- 남부순환로: 서울 남부를 순환한다.
- 대전남부순환고속도로: 호남고속도로와 대전통영고속도로에 각기 연결되어 대전광역시의 순환선을 이룬다.
- 대구 4차순환선
- 대구외곽순환고속도로
- 광주외곽순환고속도로
- 부산외곽순환고속도로
- 부산광역시도 제66호선, 부산광역시도 제77호선, 부산광역시도 제88호선: 부산시내를 순환한다.
- 국가지원지방도 제98호선: 수도권을 순환.
- 제2순환도로: 광주시내를 순환.
- 한누리대로: 세종특별자치시를 순환. 2생활권을 기종점으로 하여 1, 6, 5, 4, 3생활권을 거친다.
- 월미로: 인천광역시 중구의 월미도 일대를 순환한다.
- 혁신로: 강원특별자치도 원주시 반곡동을 시계방향으로 순환하는 도로이지만, 동부순환로가 중간 구간을 기능한다.

### 대한민국 이외 국가
- 대만
  - 타이완 성도 제74호선(중국어판)
- 일본
  - 수도고속도로 환상선
  - 국도 제16호선 (일본)
  - 국도 제155호선 (일본)
  - 국도 제302호선 (일본)
  - 국도 제479호선 (일본)
  - 도쿄도도 제318호선
  - 미야자키 환상도로
- 중국
  - 국도 제112호선 (중국)
  - 베이징 순환도로
  - 베이징 제2환상도로(중국어판)
  - 베이징 제3환상도로(중국어판)
  - 베이징 제4환상도로(중국어판)
  - 베이징 제5환상도로(중국어판)
  - 베이징 제6환상도로(중국어판)
- 홍콩
  - 홍콩 9호 간선
- 말레이시아
  - 말레이시아 연방도 제6호선
- 미국
  - 디모인: 국도 제69호선 (미국)
  - 덴버: 주간고속도로 제70호선
- 프랑스
  - 파리 외곽 거리(프랑스어판)
- 러시아
  - 모스크바 순환도로(러시아어판)
- 아이슬란드
  - 국도 제1호선 (아이슬란드)
- 독일
  - 아우토반 10호선
  - 아우토반 99호선
  - 아우토반 100호선
- 체코
  - D0 고속도로

## 철도

### 대한민국
- 서울 지하철 2호선
- 광주 도시철도 2호선 (계획 중)
- 대전 도시철도 2호선 (계획 중)

### 대한민국 이외 국가
- 대만
  - 가오슝 첩운 서클 경전철
  - 타이베이 첩운 환상선

- 일본
  - 도쿄 야마노테선
  - 오사카 환상선
  - 나고야 시영 지하철 메이조선

- 중국
  - 베이징 지하철 2호선
  - 상하이 지하철 4호선
  - 베이징 지하철 10호선
  - 청두 지하철 7호선
  - 정저우 지하철 5호선
  - 충칭 궤도교통 환선
  - 하얼빈 지하철 3호선
  - 시안 지하철 8호선
  - 광저우 지하철 11호선

- 영국
  - 런던 지하철 서클선
  - 웨스트 런던선
  - 노스 런던선

- 독일
  - 베를린 순환선

- 스페인
  - 마드리드 지하철 2호선
  - 마드리드 지하철 6호선

- 러시아
  - 모스크바 중앙 순환선
  - 볼샤야 콜체바야 선

- 이탈리아
  - 나폴리 지하철 1호선
  - 나폴리 지하철 7호선

## 같이 보기
- 대한민국의 도로
- 대한민국의 철도